# Riu Charles
El riu Charles (en anglès: Charles River) és un riu de l'estat de Massachusetts, als Estats Units, que flueix en direcció nord-est des del seu naixement a Hopkinton fins a arribar a l'oceà Atlàntical port de Boston, al golf de Maine. Té una longitud de 129 km i en el seu últim tram fa de frontera entre Boston (riba dreta) i Cambridge (riba esquerra). Els habitants originaris, els Massachusset l'anomenàven Quinobequin.
Creua 58 ciutats i la seva conca, molt urbanitzada, s'estén uns 798 km². El nivell de contaminació de les seves aigües l'ha fet objecte d'una atenció molt especial per part de les autoritats. Diversos campus universitaris ocupen aquestes dues ribes: Harvard, Universitat de Boston, Brandeis University i el prestigiós Massachusetts Institute of Technology.